# Cordia toaensis
Cordia toaensis là loài thực vật có hoa trong họ Mồ hôi. Loài này được Borhidi & O.Muñiz mô tả khoa học đầu tiên năm 1971 publ. 1972.